# Mehrlagenetikett

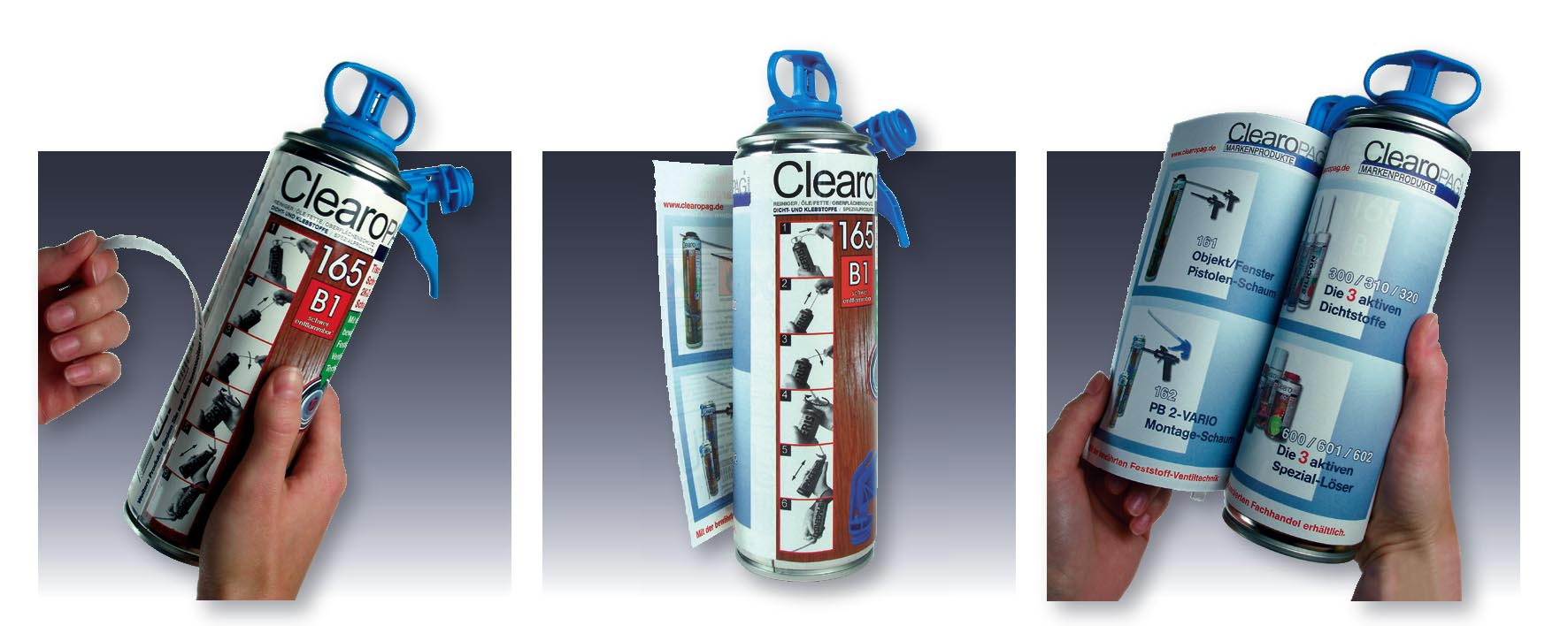
Öffnen eines Mehrlagenetiketts

Ein Mehrlagenetikett (auch englisch Multi-Layer Label) ist ein Etikett mit mehreren Schichten. Es besteht aus einer oberen Lage mit Textfeldern/Informationen und mindestens einer unteren Lage mit weiterem Platz für Textfelder. Die untere oder unteren Lagen sind im geschlossenen Zustand des Etiketts abgedeckt. Wird die obere Lage, welche mit den unteren Lagen verbunden ist, durch Aufklappen geöffnet, so sind die von außen nicht sichtbaren Informationsfelder auf der Rückseite der oberen Lage und den unteren Lagen für den Nutzer zugänglich.

## Geschichte
Ursprünglich entwickelte Jim Hattemer in den frühen 1970er Jahren ein Konzept der Mehrlagenetiketten. Es beruhte auf der Idee, eine Materialbahn zu bedrucken und eine weitere bedruckte Bahn darüber zu befestigen. Ein trockener Klebstoff zwischen den Bahnen ermöglichte die Produktion eines mehrschichtigen Etiketts. Bis heute sind viele verschiedene Arten von Mehrlagenetiketten entwickelt worden, beispielsweise mit Folie als Obermaterial und Papier als mittlere Schicht auf einem Trennpapier. Ebenso sind patentierte Varianten zu nennen, welche beispielsweise mehrere bedruckte und mit UV-Lack beschichtete Lagen beinhalten. Patente für Mehrlagenetiketten besitzen unter anderem David Instance, die Schreiner Group, die Bayer AG und die Denny Bros Group – Fix-a-Form. Eine Gebrauchsmusterschrift des Deutschen Patent- und Markenamtes können beispielsweise Klaus Dinges für sein selbstklebendes mehrlagiges Etikett, die RIECO Gruppe für ihr nassklebendes Multi-Tasking-Label, sowie die Jungdruck GmbH & Co KG mit deren Nassleim-Mehrlagenetiketten (Teclabel) vorweisen.

## Aufgabe
Mehrlagige Etiketten haben grundsätzlich die gleichen Aufgaben wie andere Etikettenarten auch: Information, Identifikation und Markenbildung. Eine besondere Rolle spielen zudem Sicherheitsgründe. Um zu verhindern, dass Produkte oder Materialien falsch verwendet werden und es womöglich zu Gesundheitsgefahren kommt, müssen sich europaweit auf allen in den Markt gebrachten Behältnissen Hinweise finden, in denen ausführlich über den Inhalt, die Gefahren und die empfohlene Verwendung informiert wird. Hierfür gibt es zum Teile branchenspezifische Kennzeichnungsverordnungen. In der Chemiebranche wird die Kennzeichnung zum Beispiel über die sogenannte CLP-Verordnung und das GHS (Globally Harmonized System) geregelt. Beide Regularien fordern umfangreiche Kennzeichnungen, einschließlich Gefahrensymbolen, Sicherheitshinweisen und Produktinformationen. Sie müssen unter anderem auf Aerosole und Sprühdosen aufgebracht werden. Oft besitzen diese Verpackungen allerdings nur eine geringe Oberfläche, dass der Platz für Sicherheitshinweise begrenzt ist. Das Mehrlagenetikett ist eine Möglichkeit, diesen fehlenden Platz zu kompensieren. Mit ihnen sich Gebrauchsanweisungen, Warnhinweise, Herstellungsdaten, Haltbarkeitsdaten und Pflegehinweise einfach und sicher zum Nutzer transportiert werden. Das schließt auch die Mehrsprachigkeit mit ein. Als Vorteil erweisen sich zudem die umfangreichen Gestaltungsmöglichkeiten. Es können runde und quadratische, aber auch Sonderformen sowie Heißfolien- und UV-Lack eingesetzt werden. Prägungen sind zudem möglich.

## Aufbau und Aussehen
In der Maximalausprägung finden sich bei Mehrlagenetiketten von außen nach innen folgende Schichten (Lagen):
a.) Schutz- oder Gestaltungsschicht: Die Aufgabe der äußersten Schicht ist es, die Oberfläche abrieb- oder chemikalienbeständiger zu machen und das Design zu betonen. Die Schicht wird auch als Oberflächenveredelung beschrieben und mit Lack oder UV-Lack sowie mit Heißfolienprägung versehen.
b.) Deckblatt oder Außenlage (Face Stock): Diese Schicht besteht aus sichtbarem Etikettenpapier oder Spezialmaterial (z. B. nassfestes Papier, Kunststofffolie), auf dem die Druckbilder aufgebracht werden.
c.) Barriere- oder Sperrschicht (optional): Sie verhindert das Durchdringen von Feuchtigkeit, Fett oder Chemikalien, um die Lesbarkeit und Haftung zu sichern.
d.) Trennschicht (Release-Liner) (nicht immer vorhanden): Dabei handelt es sich um einen dünnen Film oder beschichtetes Papier, die verhindern, dass der Leim während der Lagerung am Face Stock haften bleibt.
e.) Bei so genannten mehrlagigen Nassleimetiketten findet sich zudem eine Adhäsionsschicht, die mit starch- oder cellulosebasierten Materialien versehen ist und durch Benetzung mit Wasser aktiviert wird: Durch abgestufte Leimschichten (z. B. Vorleimung, Hauptleim) lassen sich die Klebkraft und Aktivierungszeit präzise anpassen. Der zur Befestigung auf dem Trägermaterial verwendete Nassleim besteht neben Wasser aus Mais- oder Kartoffelstärke, Zusätzen (Gummi, Harze, Cellulose), Konservierungsmitteln und Füllstoffen (z. B. Ton).
Im praktischen Einsatz finden sich heute auch doppellagige Nassleimetiketten, die eine Sonderform mehrlagiger Etiketten darstellen. Sie verfügen nur über zwei Lagen. Es gibt nur eine Außenlage (Face Stock) und eine Lage Nassleim. Es ist kein zusätzlicher Release-Liner oder Barrierefilm vorhanden. Aufgrund der geringeren Zahl an Schutz- und Funktionsschichten verfügen doppellagige Nassleimetiketten über eine geringere mechanische und chemische Beständigkeit und werden darum vor allem für einfache Anwendungen mit geringeren Anforderungen an Stabilität und Barriere verwendet. Doppellagige Nassleimetiketten haben aus diesem Grund auch geringe Produktionskosten und die Maschinenintegration kann sich einfacher darstellen.

## Formen und Wirtschaftlichkeit
Mehrlagige Etiketten zeigen eine hohe Wirtschaftlichkeit. Sie können einfach in bestehende Produktionslinien eingebunden werden. Zudem lassen sie sich in großen Auflagen vorproduzieren, was zu deutlichen Kostenvorteilen führt. Mehrlagige Nassleimetiketten können beispielsweise über Monate und Jahre hinweg gelagert werden. Bei den Varianten können sich jedoch Unterschiede im Bezug auf die Umweltverträglichkeit zeigen. Anders als Rollenhaftetiketten benötigen zum Beispiel mehrlagige Nassleimetiketten kein Kunststoff-Trägermaterial, wodurch sich weniger Abfall und weniger Umweltbelastung verbindet. Vorteile von Nassleimetiketten sind zudem wasserlöslicher Klebstoff und üblicherweise FSC-zertifiziertes Papier. Als Folge ergeben sich eine hohe Recyclingfähigkeit.
Die Etikettierung von Mehrlagenetiketten ist heute sowohl im Bereich des Nassleims (Kaltleim-Etikettierung oder Heißleim-Etikettierung) möglich, als auch selbstklebend in Form von Haftetiketten. Das Platzieren der Mehrlagenetiketten auf dem Produkt oder der Verpackung erfolgt, wie bei einlagigen Rolletiketten, durch manuelle oder automatische Etikettenspender.
Es gibt unterschiedliche Arten von Mehrlagenetiketten:
- Sandwichetiketten / Peel-off-Etiketten / Doppellagenetiketten: Sie bestehen aus zwei oder drei Etikettenlagen. Das Trägeretikett (untere Lage) ist mit einem dauerhaften Kleber versehen. Das Decketikett (obere Lage) kann bis zu einem fest verschlossenen Bund vom Trägeretikett abgelöst werden (Peel-off) und wieder aufgeklebt werden. Bedruckt werden können alle Seiten bis auf die Kleberseite des Trägeretiketts.
- Booklet-Etiketten / Leporello-Etiketten: Diese Art von Etiketten besteht aus einem Basisetikett, Papierbooklet, dabei handelt es sich um einen Miniprospekt, der mit dem Basisetikett verklebt ist, sowie aus einer Laminatfolie. Die Laminatfolie schützt das Papierbooklet vor äußeren Einflüssen und ermöglicht ein Wederverschließen des Etiketts. Als Alternative gibt es Booklet-Etiketten, bei denen auf eine Laminatfolie verzichtet wird, somit können sie nicht wiederverschlossen werden. Eine Sonderform des Etiketts ist das sogenannte Leporelle-Etikett. Dabei wird es mit einem Akkordeon- bzw. Zick-Zack-Falz (Leporello-Falz) versehen.
- Wickeletiketten/Banderolen: Das Wickeletikett wurde für runde Verpackungen entwickelt. Mit einer Klebefläche wird das Etikett am Gebinde befestigt und kann somit mehrfach umwickelt werden. Sie bestehen entweder aus Etikettpapier oder Kunststofffolie. Dabei können sie entweder permanent haftend oder wiederablösbar  und von einer oder beiden Seiten bedruckt sein.
- Mehrlagige Nassleimetiketten: Mehrlagige Nassleimetiketten stellen eine spezielle Kategorie von Etiketten dar und haben grundsätzlich die gleichen Aufgaben wie andere Mehrlagenetiketten auch: Information, Identifikation und Markenbildung. Ihre Besonderheit ist die Verankerung auf dem Trägermaterial: Durch Benetzung mit Wasser bildet sich bei ihnen ein Nassleim, der für eine starke und haltbare Verbindung von Etikette und Trägermaterial sorgt. Mehrlagige Nassleimetiketten setzen sich, wie die Bezeichnung nahelegt, aus mehreren Lagen oder Schichten zusammen. Diese bestehen aus Spezialpapier sowie – je nach Ausführung – aus unterschiedlichen Arten von Lack oder einem Schutzfilm. Je nach Ausführung kann es mehr oder weniger Lagen oder Schichten geben. Mehrlagige Nassleimetiketten bieten aufgrund ihres Aufbaus und ihrer Struktur besondere Vorteile:

- Mechanische Stabilität: Schutz gegen Dehnung, Faltenbildung und Rissbildung beim Anbringen
- Exakte Ausrichtung auf das Anwendungsgebiet: Etiketten mit Barrieren gegen Fette, Öle und Lösungsmittel eignen sich zum Beispiel für feuchte oder chemisch belastete Umgebungen.
- Variationsbreite und -möglichkeiten: Durch den Einsatz ein- oder zweiseitig kaschierter Zwischenschichten lassen sich mehrseitige Etiketten oder integrierte Klappkarten herstellen. Zudem ist die Integration zusätzlicher Informationsschichten möglich (mehrseitige, abziehbare Zusatzetiketten).
- Recycling und Nachhaltigkeit: Weil biologisch abbaubare Leime und FSC-zertifiziertes Papier benutzt wird, ist – anders als bei Rollenhaftetiketten – eine umweltfreundliche Entsorgung möglich.
- Optische Qualität: glatte, brillante Druckbilder und Veredelungen
- Spezieller Zuschnitt und Stanzung der Etikettenform

Mehrlagige Nassleimetiketten werden vornehmlich in folgenden Industriebereichen eingesetzt:
- Getränkeindustrie: Bier-, Wein- und Softdrink-Flaschen,
- Lebensmittelindustrie: Konservendosen, Gläser, Kartons,
- Tierfutterindustrie sowie
- Chemieindustrie: Gefahrstoffbehälter, Farbdosen, Aerosole.

## Herstellung
- Druckverfahren: In erster Linie kommen drei Druckverfahren zum Einsatz der Offsetdruck, Flexodruck und Digitaldruck. Weitere Druckverfahren sind der Siebdruck und Buchdruck.
- Materialien: Dabei wird zwischen Mehrlagenetiketten aus Papier und Folie unterschieden. Für Etiketten aus Folien kommen vor allem folgende Kunststoffe zum Einsatz: Polyester (PET), Polyethylen (PE), Polypropylen (PP) und Polyvinylchlorid (PVC). Bei Papier gibt es große Vielfalt von Etikettenpapier angefangen bei 60 g bis zu einem Gewicht von 135 g.
- Klebstoffe für Mehrlagenetiketten:  Unterschieden wird zwischen einem Kleber mit permanenter Haftung und zum anderen wiederablösbarer Haftung. Beim semi-permanenten Haftkleber handelt es sich um eine Kombination aus den beiden, anfänglich lässt er sich gut ablösen, haften aber später fest auf den Materialien. Bei ablösbaren Etiketten sind Grenzwerte der Klebkräfte von 3 N/25 mm (entspricht 1,2 N/10 mm) gängig. Bei permanenten Etiketten liegt der Wert bei 9 N/25 mm (entspricht 3,6 N/10 mm).
- Weiterverarbeitung: Bei der Weiterverarbeitung können verschiedene Weiterverarbeitungstechnologien zum Einsatz:
  - Veredelung / Laminierung / Kaschierung / Prägung
  - Blindenschrift / Tastbares Warndreieck
  - Falzung/Perforation
- Das Zusammentragen / Falzleimung: Damit aus den einzelnen Lagen ein Mehrlagenetikett entsteht, müssen alle Lagen zusammengetragen werden. Dies erfolgt mit einer Sandwich- bzw. Bookletanlage. Eine andere Methode zum Verbinden ist die Falzleimung. Bei dem Falzvorgang wird Leim am Bund verteilt, um so die einzelnen Lagen zu verbinden.
- Das Stanzen: Nach dem Verbinden der Lagen wird die Kontur herausgestanzt. Der Arbeitsschritt wird mit Hilfe eines scharfkantigen mechanischen Stanzwerkzeugs aus Metall (Zylinderstanze) oder mit einer Laserstanze durchgeführt.
- Das Umrollen: Das Umrollen erfolgt an einen Etikettenwickler. Dadurch, dass es unterschiedliche Modelle von Etikettenspender gibt, werden die fertigen Etiketten auf Rollkerne mit verschiedenen Kern- und Außendurchmessern gewickelt.